# Résolution 53 du Conseil de sécurité des Nations unies
Membres permanents
- Chine
- États-Unis
- France
- Royaume-Uni
- URSS

Membres non permanents
- Argentine
- Belgique
- Canada
- Colombie
- Syrie
- RSS d'Ukraine

Résolution no 52 Résolution no 54
La résolution 53 du Conseil de sécurité des Nations unies  est une résolution du Conseil de sécurité des Nations unies adoptée le 7 juillet 1948.
Cette résolution relative à la question de la Palestine, appelle les parties intéressées à prolonger la trêve.
La résolution a été adoptée.
Les abstentions sont celles de la république socialiste soviétique d'Ukraine, de la Syrie et de l'Union des républiques socialistes soviétiques.

## Texte
- Résolution 53 sur fr.wikisource.org
- Résolution 53 sur en.wikisource.org